# Joseph N. Dolph
Joseph N. Dolph (Schuyler megye, 1835. október 19. – Portland, 1897. március 10.) az Amerikai Egyesült Államok szenátora (Oregon, 1883–1895).